# Philippe Rogier
Philippe Rogier   (Arràs, 1561 (Gregorià) - Madrid, 29 de febrer de 1596) fou un polifonista flamenc del Renaixement.

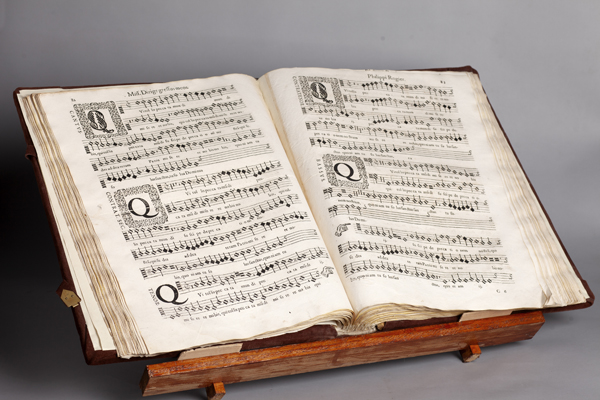
Missa polifònica de Rogier al Museu Parroquial, Pastrana

Rogier va arribar a ser director auxiliar de la "Capella flamenca" el 1584, capellà el 1586 i mestre de capella a la cort de Felip II el 1586 després de la mort del director anterior, George de La Hèle En algun moment abans del 1595 també fou ordenat sacerdot.
També va formar diversos estudiants a l'orquestra de la cort, com Géry de Ghersem o Mateo Romero, que més tard esdevingué el seu successor. A finals de febrer de 1596 Rogier va morir a Madrid als 35 anys.
És autor cinc misses en un manuscrit (en gran foli de 257 pàgines) conservat a la biblioteca de Tournai.